# John Tobias
John Tobias, född 24 augusti 1969 i Chicago i Illinois, är en amerikansk serieskapare, grafisk designer, speldesigner och manusförfattare. Han är mest känd för att ha skapat spelserien Mortal Kombat, tillsammans med kollegan Ed Boon. Boon var den som Tobias presenterade spelkonceptet för.